# Barbro Bursell
Barbro Julia Bursell, född 30 december 1942 i Falun, är en svensk etnolog och museiman.
Barbro Bursell växte upp i Ramnäs, där hennes far var bruksdisponent. Hon studerade under ett läsår 1962–63 i Cambridge och utbildade sig därefter i historia, folklivsforskning och nordisk fornkunskap vid Uppsala universitet. Hon disputerade i etnologi vid Uppsala universitet 1974 på en avhandling om lancashiresmedernas arbets- och levnadsförhållanden vid Ramnäs bruk omkring 1900. För Nordiska museet ledde hon därefter ett projekt för att kartlägga vattenrallarnas villkor under utbyggnadsepoken i Norrland från tidigt 1900-tal. Hon arbetade sammanlagt på Nordiska museet under 21 år, de senare sex åren som avdelningschef för dokumentations- och forskningsavdelningen. Hon var överintendent och chef för museimyndigheten Livrustkammaren och Skoklosters slott med Stiftelsen Hallwylska museet 1997–2007.